# Royal Forest and Bird Protection Society of New Zealand
Royal Forest and Bird Protection Society of New Zealand Inc (Forest & Bird) ist die größte neuseeländische Naturschutzorganisation.
Die Organisation ist eine NGO und erhält keine staatliche Unterstützung. Sie ist Partner von BirdLife International.

## Geschichte
Ursprünglich wurde Forest & Bird 1923 zum Schutz der ursprünglichen Wälder Neuseelands und der darin lebenden Vögel gegründet. Seitdem hat die Organisation ihre Arbeit auf den umfassenden Schutz aller Organismen in Neuseeland sowie der Landschaften, des Ozeans, der Flüsse und Seen der Inseln ausgeweitet.